# Amblygobius
Amblygobius − rodzaj ryb z rodziny babkowatych.

## Klasyfikacja
Gatunki zaliczane do tego rodzaju:
- Amblygobius albimaculatus
- Amblygobius buanensis
- Amblygobius bynoensis
- Amblygobius decussatus
- Amblygobius esakiae
- Amblygobius linki
- Amblygobius nocturnus
- Amblygobius phalaena
- Amblygobius semicinctus
- Amblygobius sewardii
- Amblygobius sphynx
- Amblygobius stethophthalmus
- Amblygobius tekomaji

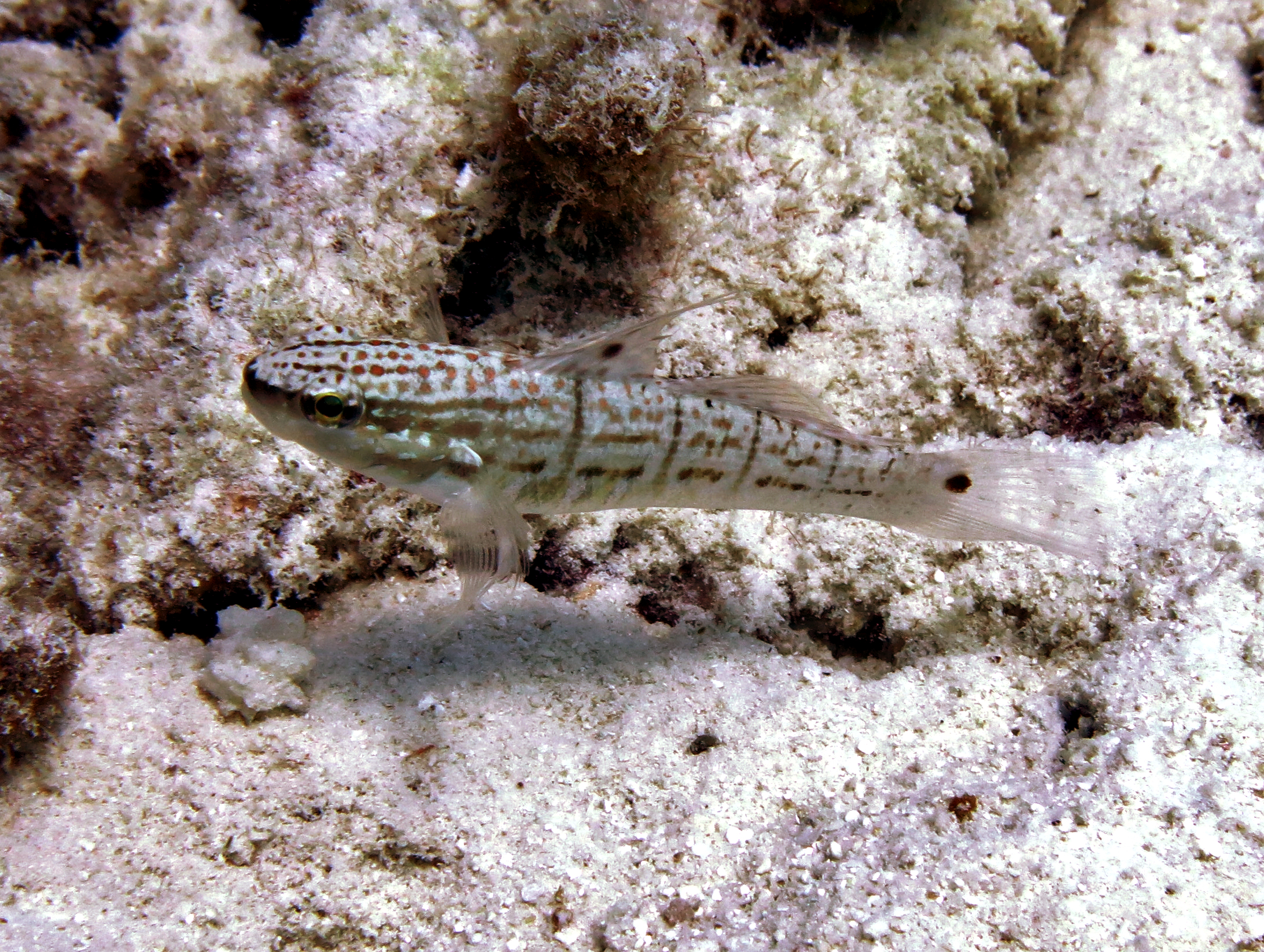
Amblygobius albimaculatus
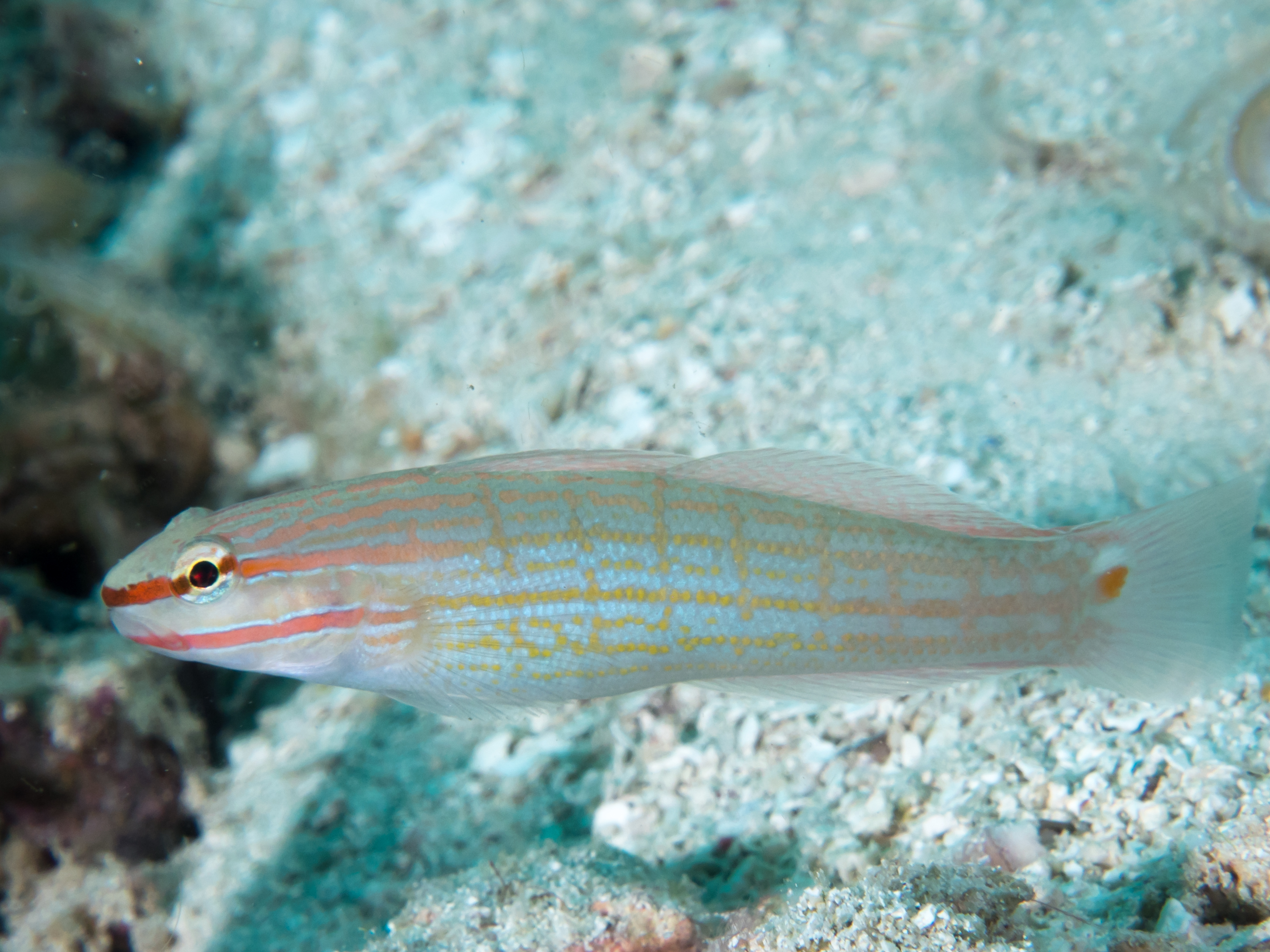
Amblygobius decussatus
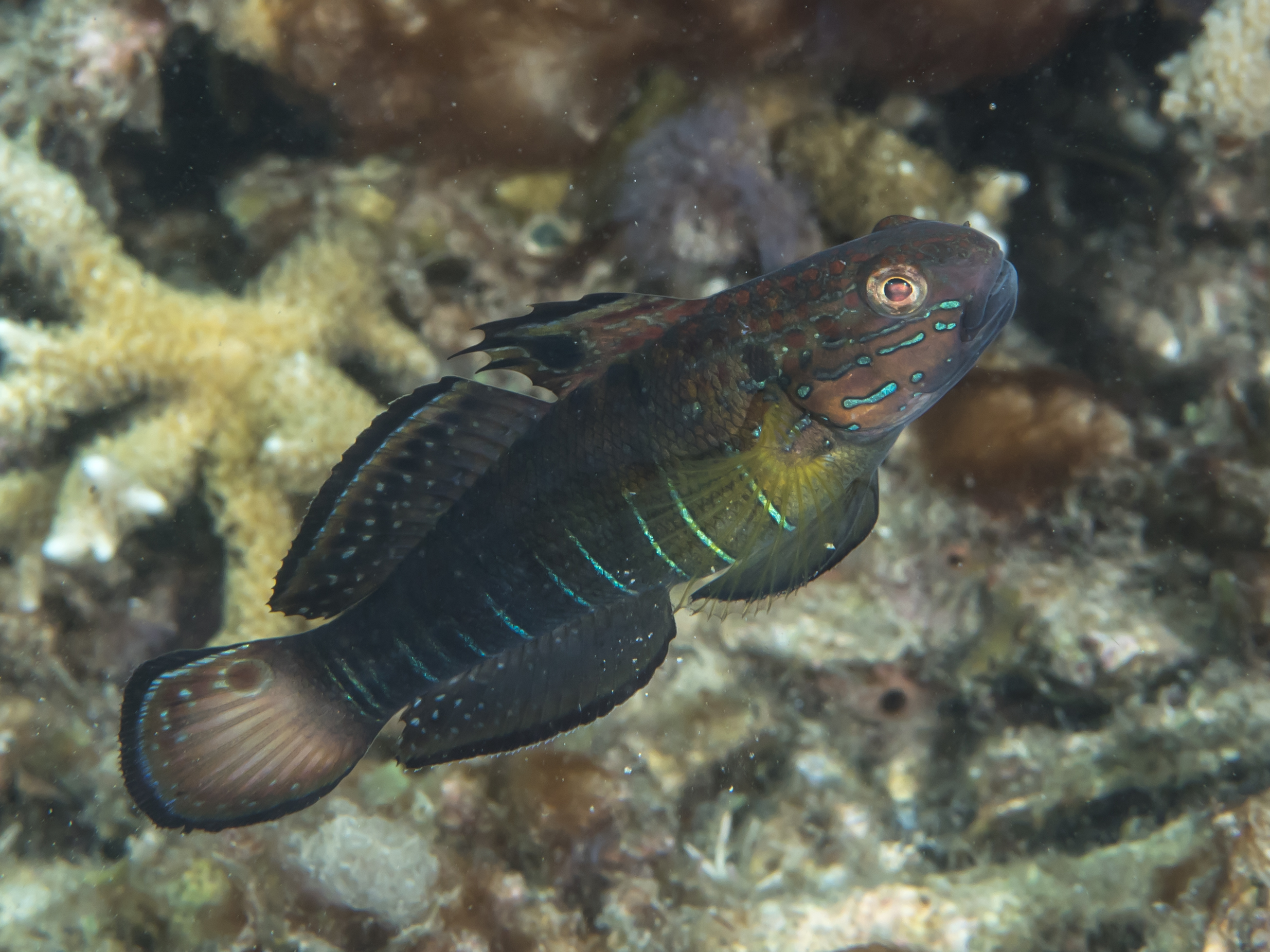
Amblygobius phalaena
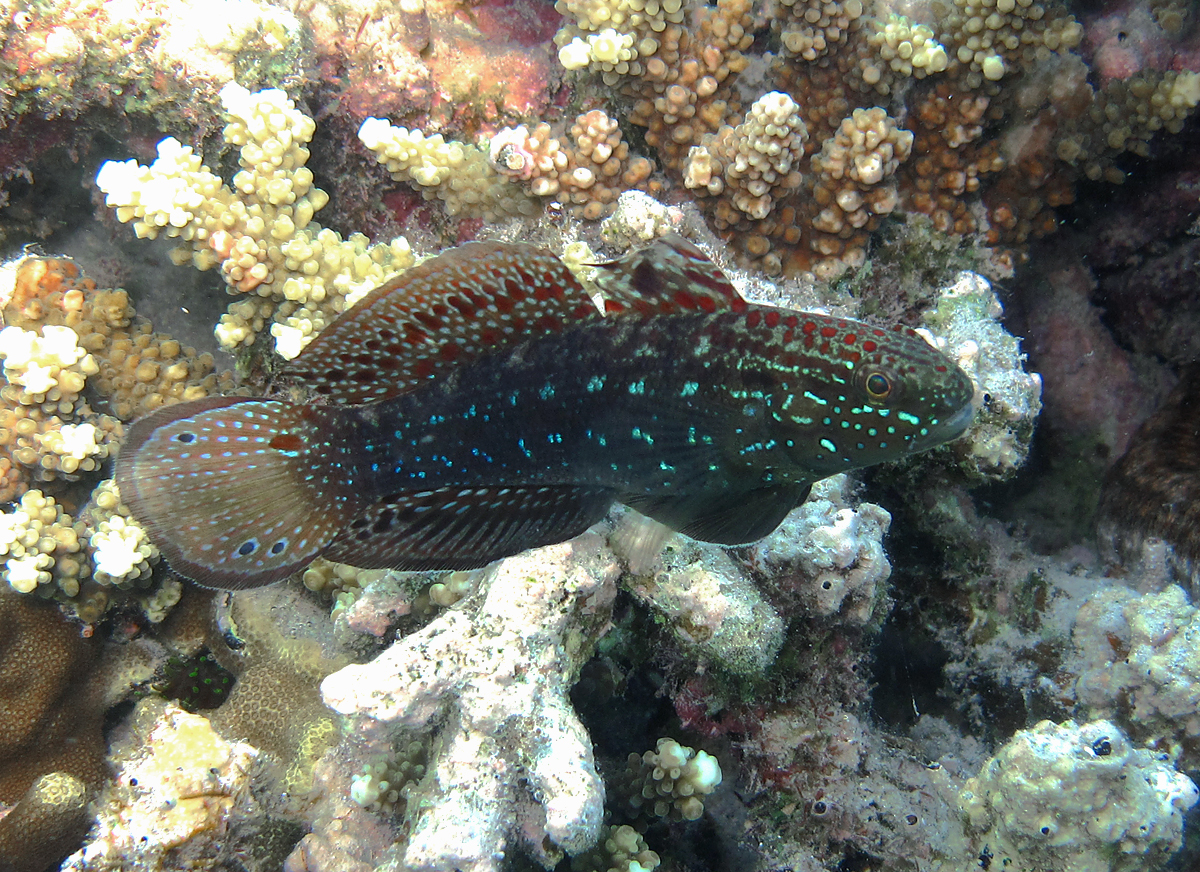
Amblygobius semicinctus
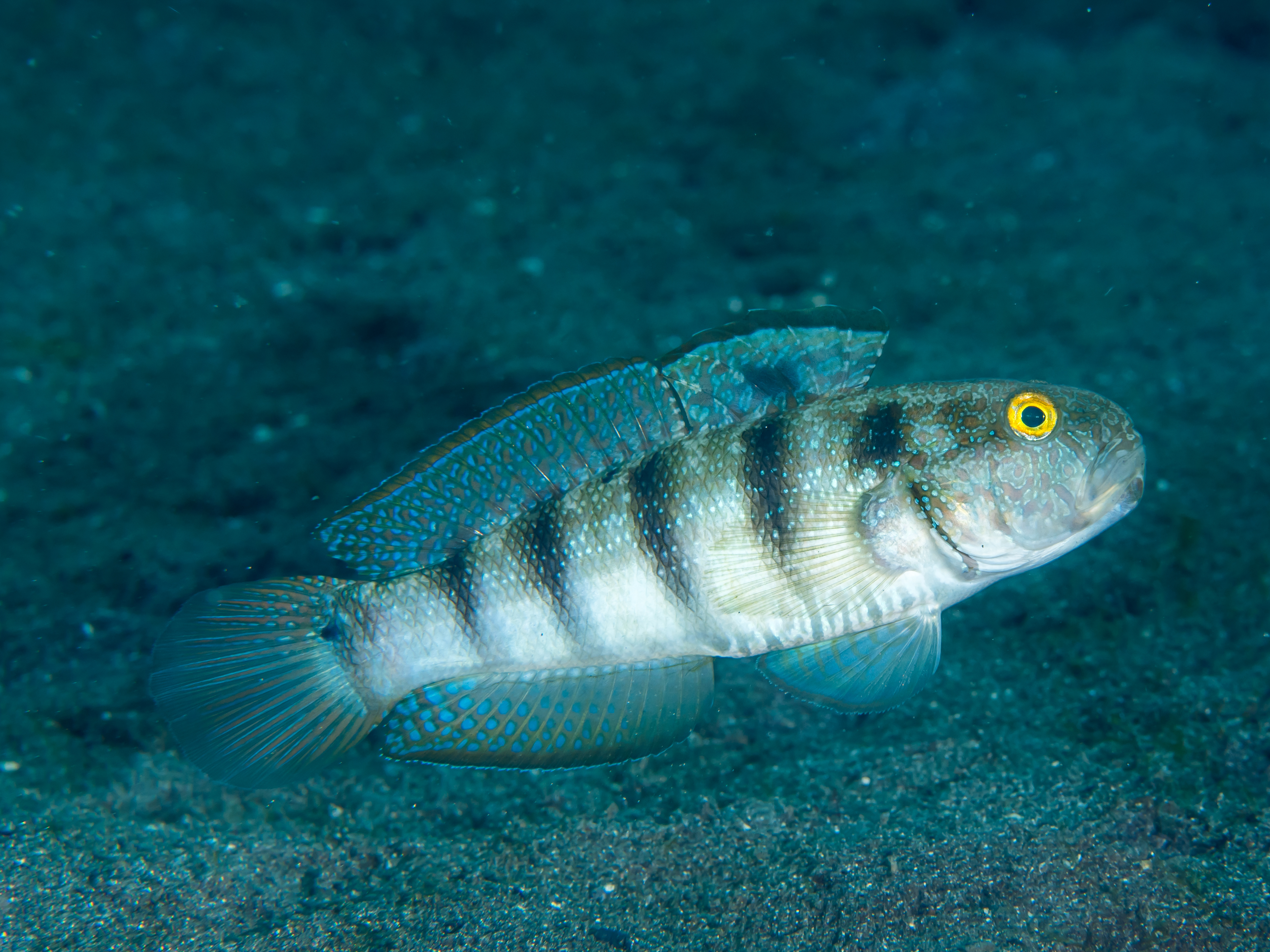
Amblygobius sphynx
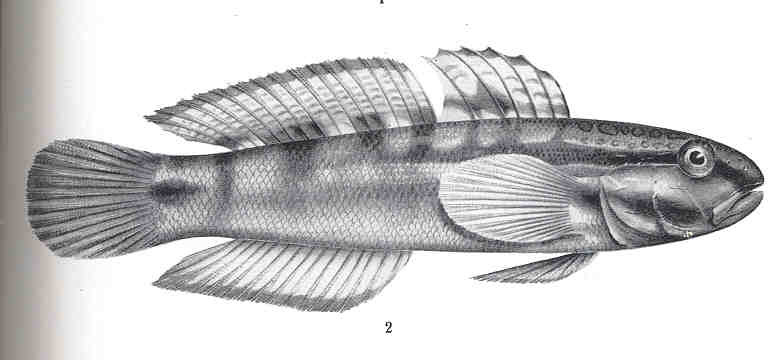
Amblygobius bynoeusis

Dodatkowym gatunkiem ujętym w wykazie rodzaju jest występujący w FishBase Amblygobius magnusi